# Saint-Germain-Lembron
 Saint-Germain-Lembron  là một xã ở tỉnh Puy-de-Dôme trong vùng Auvergne-Rhône-Alpes, Pháp. Xã này có diện tích 15,7 kilômét vuông, dân số 1745 người. Khu vực này có độ cao 394 mét trên mực nước biển.